# The Hunting Party (album)
The Hunting Party là album phòng thu thứ sáu của ban nhạc rock từ Mỹ Linkin Park. Album được các thành viên ban nhạc là Mike Shinoda và Brad Delson sản xuất, và được phát hành bởi Warner Bros. Records cùng Machine Shop vào ngày 13 tháng 6 năm 2014. Đây là album đầu tiên không có Rick Rubin làm nhà sản xuất kể từ album Meteora (2003). Trước đó Rick Rubin đã sản xuất 3 album phòng thu tiền nhiệm của ban nhạc. Tựa đề The Hunting Party (Toán Thợ Săn) là một phép ẩn dụ theo ngữ cảnh: Linkin Park là một toán thợ săn mang về năng lượng và linh hồn của nhạc rock.
Về mặt phong cách, The Hunting Party đã chuyển hướng khỏi phong cách rock điện tử và các âm hưởng thử nghiệm trong hai album phòng thu trước đó của ban nhạc, A Thousand Suns (2010) và Living Things (2012), để đánh dấu sự trở lại thể loại nu metal của ban nhạc. Album được Shinoda mô tả đơn giản là "một bản thu âm nhạc rock", được dùng làm lời khẳng định của ban nhạc để chống lại các ban nhạc đi theo thể loại nhạc thịnh hành trùng lặp và active rock, họ bị ông cáo buộc là "chỉ biết thu mình bắt chước các ban nhạc khác". Được đóng gói trong tranh vẽ của Brandon Parvini dựa trên bản vẽ gốc của James Jean, album mất chưa tới một năm để thu âm và sản xuất, với các sản phẩm được sáng tác một cách ngẫu hứng bởi ban nhạc. Album cũng có sự xuất hiện của khách mời như Page Hamilton của Helmet, Daron Malakian của System of a Down, Tom Morello của Rage Against the Machine, và Rakim, đánh dấu lần đầu tiên Linkin Park hợp tác với các nghệ sĩ khác trong một album phòng thu.
Album đã được quảng bá bởi ban nhạc và Warner Bros, với nhiều đoạn giới thiệu quảng cáo và các cuộc phỏng vấn được sản xuất và xuất bản trước khi phát hành album, cũng như các bữa tiệc nghe của album được tổ chức trên toàn thế giới vào nhiều ngày. Ban nhạc đã khởi động chuyến lưu diễn Carnivores Tour, một chuyến lưu diễn kép với Thirty Seconds to Mars, cũng như The Hunting Party Tour, để hỗ trợ cho album. Năm đĩa đơn từ The Hunting Party đã được phát hành; "Guilty All the Same" vào tháng 3 năm 2014, "Until It's Gone" vào tháng 5 năm 2014, "Wastelands", "Rebellion" và "Final Masquerade" vào tháng 6 năm 2014.
Album nhận được đánh giá tích cực từ các nhà phê bình, họ đã ca ngợi sự trở lại của ban nhạc với âm hưởng rock nặng hơn trong các album cũ của họ. Nó ra mắt ở vị trí thứ ba trên Billboard 200 Mỹ, và đã nằm ở vị trí thứ tư trên danh sách "20 Album hay nhất năm 2014" của Revolver. Album đã được chứng nhận Bạch kim tại Hoa Kỳ nhờ doanh số một triệu bản.

## Hoàn cảnh

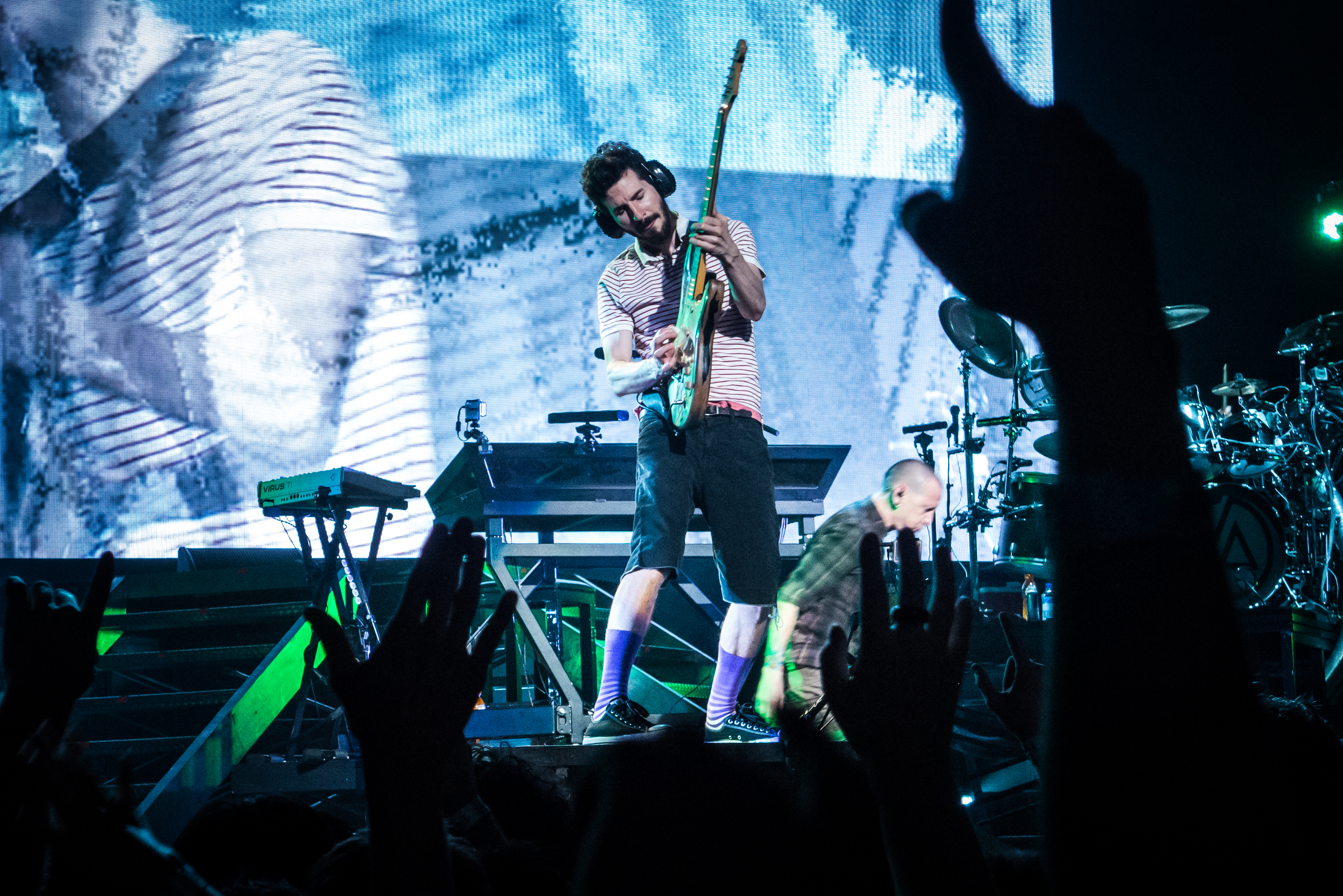
Linkin Park biểu diễn tại Soundwave 2013, trong Living Things World Tour.

Lần lượt vào năm 2010 và 2012, Linkin Park đã phát hành album phòng thu thứ tư và thứ năm A Thousand Suns và Living Things. Các album, cả hai đều do Rick Rubin và Mike Shinoda sản xuất, đã đánh dấu sự thay đổi trong định hướng âm nhạc của ban nhạc từ âm hưởng mang hơi hướng nu metal, dễ dàng nhận biết với Hybrid Theory (2000) và Meteora (2003), sang một âm hưởng thử nghiệm và "tân tiến" hơn. Các album có âm hưởng electronica đã thành công về mặt thương mại.
Quá trình sản xuất album phòng thu thứ sáu của ban nhạc bắt đầu sau một loạt các sự kiện, trong đó Shinoda quyết định loại bỏ âm hưởng electronic và thử nghiệm của hai album phòng thu trước đó của ban nhạc. Ban đầu Shinoda đã thu âm và sản xuất các bản demo, nó tiếp tục kế thừa các âm hưởng của A Thousand Suns và Living Things, nhằm mục đích cho album phòng thu thứ sáu của ban nhạc, trong chuyến lưu diễn Living Things World Tour của ban nhạc vào năm 2013. Ông đã giới thiệu các bản demo cho các thành viên trong ban nhạc của mình, nhận được sự đón nhận tích cực, và cũng giới thiệu cho Rubin, người cũng tỏ ra thiện cảm với các bản demo, mặc dù ông đã mô tả với Shinoda là chúng nghe "bắt tai" hơn mong đợi. Tuy nhiên, Shinoda, sau khi nghe lại các bản demo sau khi kết thúc chuyến lưu diễn, cảm thấy có sự tiêu cực mạnh mẽ đối với các sản phẩm của mình, đặc biệt là sau những phát biểu của Rubin. Trong một cuộc phỏng vấn với Warner Music, Shinoda đã nói rằng “Tôi thậm chí không tin vào thứ âm nhạc này. Đây là một sai lầm; Tôi không thích những thứ tôi đang tạo ra. Tôi đã khởi động lại quy trình và loại bỏ tất cả và bắt đầu làm mới." 
Sau A Thousand Suns và Living Things, những album được tạo ra với mục đích bỏ lại những âm hưởng "không còn mới mẻ và không còn hay ho nữa", thì album phòng thu thứ sáu của ban nhạc được tiếp cận theo hướng trở lại với âm hưởng ban đầu của ban nhạc, khi âm hưởng electronic của hai album phòng thu trước đó của họ được loại bỏ để thay thế cho nhạc cụ rock truyền thống của ban nhạc. Sử dụng Hybrid Theory làm bản mẫu, ban nhạc đã sáng tác và thu âm nó trong bối cảnh thời hiện đại, vào năm 2014 chứ không phải năm 2000. Tay guitar Brad Delson đã nói đùa rằng album là một "Hybrid Theory phiên bản khác" và "có thể là tiền truyện của nó", vì album được lấy cảm hứng từ các nghệ sĩ mà ban nhạc đã lắng nghe trước khi họ bắt đầu sự nghiệp âm nhạc của mình. Shinoda nói với Rolling Stone về những ý tưởng xung quanh The Hunting Party: "Chúng tôi không phải là những đứa trẻ 18 tuổi đang tạo ra một đĩa nhạc ồn ào - chúng tôi là những người trưởng thành 37 tuổi đang tạo ra một đĩa nhạc ồn ào. Và điều khiến một người đàn ông 37 tuổi tức giận khác với điều khiến chúng tôi tức giận hồi đó."

## Sáng tác
Ban nhạc đã thực hiện một phương pháp khác trong việc sáng tác sản phẩm mới cho The Hunting Party trái ngược với các album trước của họ. Đối với tất cả các album trước đây, họ sử dụng phương pháp truyền thống là biên soạn, demo và thu âm lại trong phòng thu, thì thay vào đó, các bài hát được biên soạn và phổ nhạc trong chính phòng thu, mà không có chất liệu nào được biên soạn hoặc phổ nhạc trước. Delson đã nói về các phương pháp được sử dụng trong album này trong một cuộc phỏng vấn với Premier Guitar, nói rằng "Một việc làm không chủ ý có thể lại là âm hưởng hay nhất mà tôi nghĩ ra trong cả ngày, và biết cách để cho phép những sai lầm đó xảy ra và định hình chúng có thể tạo ra vài bản nhạc tuyệt vời." 
Album được các nhà phê bình chuyên nghiệp mô tả là alternative metal, nu metal, hard rock, rap rock  và rap metal . Shinoda mô tả âm hưởng của album giống như một phong cách thu âm rock của những năm 1990: "Nó là một đĩa nhạc rock. Nó ồn ào và nó là nhạc rock, nhưng không phải theo kiểu như bạn đã từng nghe trước đây, mà là kiểu nhạc Hardcore-punk-thrash của thập niên 90". Ông mô tả tình trạng "yếu kém" của nhạc rock hiện đại trong ngành công nghiệp âm nhạc đóng vai trò làm nguồn cảm hứng để thu âm một album rock nặng đô hơn; để cố gắng đưa âm hưởng của những năm 1990 trở lại vị trí hàng đầu. Shinoda chỉ trích tình trạng hiện đại của đài phát thanh nhạc alternative, nói rằng "Có quá nhiều kiểu nhạc như HAIM hoặc CHVRCHES hoặc Vampire Weekend khiến tôi thấy bị bội thực. Điều tôi khao khát không phải như vậy. Tôi bật đài nhạc rock ở LA và tôi cứ như đang nghe nhạc thương mại của Disney”. Điều này kéo theo một phản hồi từ CHVRCHES, với ca sĩ chính của họ, Lauren Mayberry gọi bình luận của Shinoda là "một sự đào bới vô nghĩa." Bennington đồng ý với nhận xét của Shinoda, ông nói, "Các ban nhạc tôi đã lắng nghe khi tôi lớn lên đều thực sự sáng tạo — Jane's Addiction, Alice in Chains, Nirvana... Còn những ban nhạc như Refreshments và Rembrandts, thứ âm nhạc của họ khiến tôi điên máu cho đến hôm nay. Và điều tương tự đang xảy ra bây giờ, khi có đầy kiểu nhạc như nhạc phim 'Friends' hay 'The Wizards of Waverly Place' vậy.” 
Trong một cuộc phỏng vấn với MusicRadar, Delson nói rằng album sẽ có nhiều màn độc tấu guitar hơn. Ông nói thêm rằng "những pha độc tấu sẽ đến từ một người đã từng phát biểu trong quá khứ rằng mình căm ghét chúng. Không phải tôi ghét chúng với tư cách là một người cảm thụ âm nhạc; Tôi chỉ không muốn chơi tí nào; Tôi trốn tránh phần độc tấu guitar. Ngay từ đầu, tôi đã cảm thấy những bài hát chúng tôi tạo ra về mặt nghệ thuật không cần độc tấu guitar. Với tôi, những bài hát mới này luôn cần có những phần độc tấu. Tôi cảm thấy mỗi bài hát đều cần có một phần." 

## Thu âm
The Hunting Party được thu âm tại Larrabee Sound Studios, tọa lạc ở Hollywood, Los Angeles. Trong quá trình thu âm cho album phòng thu thứ sáu của ban nhạc, họ sẽ dành 5 hoặc 6 ngày một tuần tại Larrabee Studios để làm việc với đĩa nhạc. Một phần của Hunting Party cũng được thu âm tại EastWest Studios, cũng nằm ở Hollywood. Ở đó, tay trống Rob Bourdon và Shinoda sẽ thu âm phần trống và bộ gõ cho album. Ban nhạc cũng sẽ thỉnh thoảng thu âm các sản phẩm khác cho album tại EastWest.
Trong một cuộc phỏng vấn với Rolling Stone, Shinoda nói rằng album này rất khó đối với tay trống Rob Bourdon, khi ông phải thúc đẩy bản thân để đáp ứng tốc độ và phong cách âm nhạc. Ông nhận xét rằng “Đây có lẽ là thứ khó nhất mà cậu ấy từng chơi trong tất cả album của chúng tôi. Cậu ấy phải nỗ lực cả về thể xác để đạt được mục đích. Cậu ấy phải chạy bộ, nâng tạ, tập với huấn luyện viên", cuối cùng Bourdon cảm thấy rằng ông đã trở thành một tay trống giỏi hơn vào cuối mỗi ngày sau khi thu âm. Shinoda sau đó đã nói với tạp chí Q rằng Bourdon đã phải tìm đến sự giúp đỡ của một bác sĩ chỉnh hình sau khi ông bị gãy lưng lúc đang thu âm cho album mới. Shinoda nói với Q rằng “Rob đã tự hủy hoại mình. Cậu ấy chơi 10 giờ mỗi ngày trong 7 ngày liền và bị gãy lưng." 
Các bộ khuếch đại nhãn hiệu Orange, Bogner và ENGL đã được Delson sử dụng trong quá trình thu âm, mang lại một "âm hưởng cốt lõi" mà được kỹ sư Ethan Mates mô tả là "một bộ sưu tập nhỏ các âm cốt lõi được sử dụng một cách nhất quán trong suốt đĩa nhạc". Amply thương hiệu Chandler cũng được sử dụng cho việc lồng tiếng đè và "phần tông cao hơn".
| “             | Trong những đĩa nhạc gần đây tôi chắc chắn có chơi guitar trong phòng thu, nhưng tôi cũng tập trung với các nhạc cụ khác. Tôi đã chơi guitar từ khi tôi 12 tuổi, và rất thú vị khi được chơi nhạc cụ phím, lập trình, và dùng Pro Tools, bản thân nó cũng như một loại nhạc cụ. Nhưng những bài này chỉ là tìm lại cảm giác guitar và tận hưởng nó. Trong những bài này có những sự bất ngờ tôi nhận thấy khi chỉ cầm lên một cây guitar và chơi một cách điên cuồng. Không có một kế hoạch nào cả. Với một vài đoạn độc tấu nhanh hơn thì tôi khởi động, nhưng không theo một phương pháp nào. Nếu tôi muốn thu âm một đoạn độc tấu trên một nền nhịp nhanh, tôi cứ rỉa cây Strat suốt 1 tiếng cho đến khi tôi nhanh như chớp. Tôi không muốn nhập vào đường cao tốc ở tốc độ 15 dặm một giờ. Lúc đó tôi muốn mình ở tốc độ tối đa. | ” |
| — Brad Delson | |   |

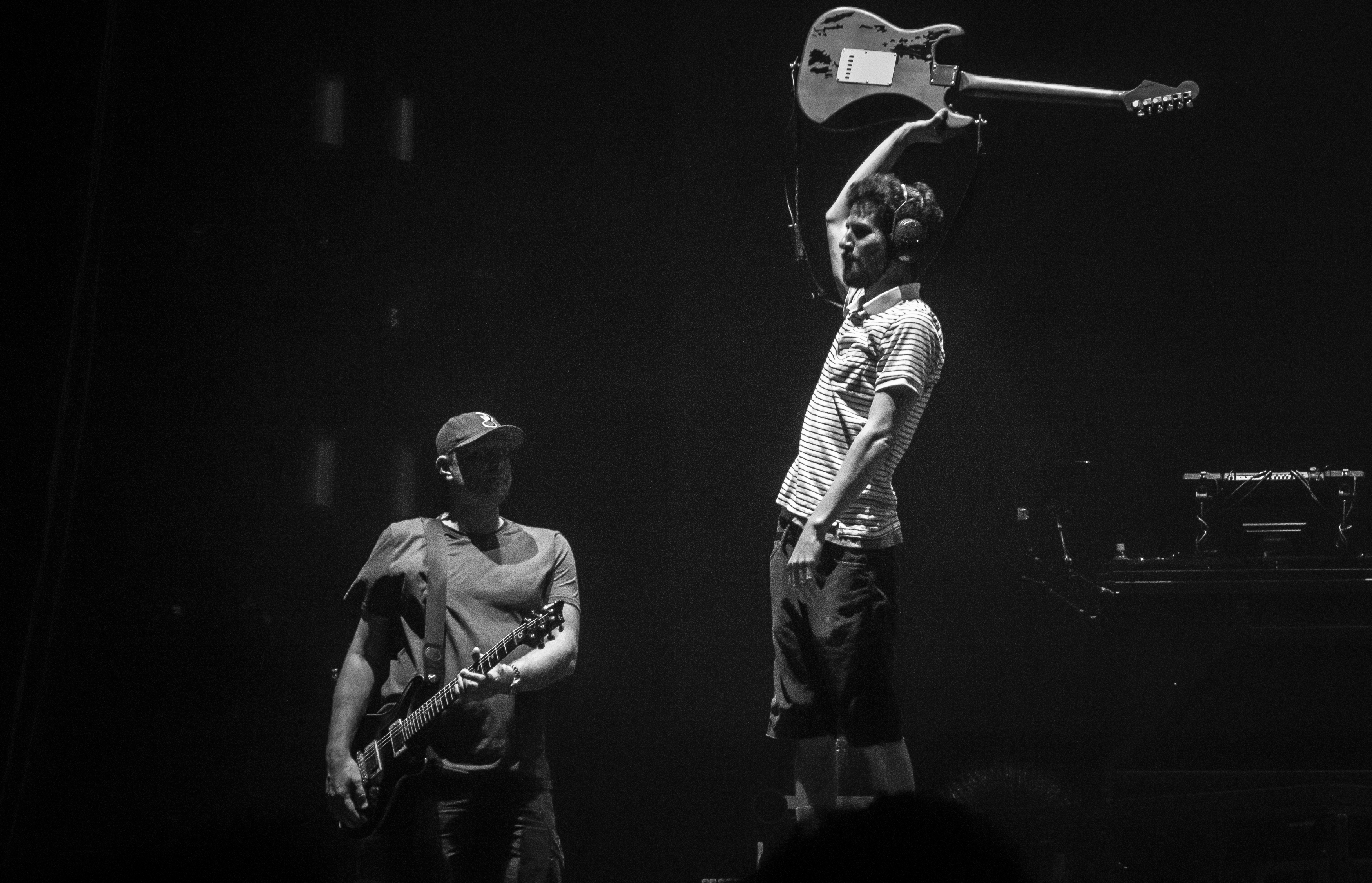
Delson đã đóng góp rất nhiều vào việc sản xuất The Hunting Party.

Ca sĩ chính Chester Bennington đã gia nhập muộn trong quá trình thu âm của album, khi ông đã được chọn để thay thế Scott Weiland của ban nhạc Stone Temple Pilots, sau đó tiếp tục thu âm High Rise và lưu diễn cùng ban nhạc trong hầu hết năm 2013. Cuối cùng, khi ông tham gia cùng ban nhạc trong phòng thu, ông đã rất ngạc nhiên khi thấy ban nhạc đã chuyển sang âm hưởng rock nặng hơn của họ. Bennington đã nói trong một cuộc phỏng vấn với Kerrang!: "Mike đã sáng tác rất nhiều trong khi tôi đi lưu diễn với Stone Temple Pilots vào năm ngoái. Khi tôi về đến nhà, có rất nhiều thứ để tôi bắt kịp, và cậu ấy cứ chơi cho tôi nghe vài bản còn tôi thì cứ: 'Anh bạn, thật tuyệt vời!' Tôi thực sự ngạc nhiên về độ nặng đô của nó".
Album có bốn nghệ sĩ khách mời; Rakim từ bộ đôi hip hop Eric B. & Rakim trong "Guilty All the Same", Page Hamilton từ nhóm nhạc alternative metal Mỹ Helmet trong "All for Nothing", Daron Malakian từ System of a Down cho bài hát "Rebellion" và Tom Morello của Rage Against the Machine nổi tiếng với bài hát "Drawbar". Bennington nhận xét về những sự hợp tác, nói rằng "Chúng tôi thực sự cảm thấy chúng tôi cần được truyền cảm hứng và chuyển sang một hướng đi khác. Tôi nhớ cái lúc chúng tôi đưa được Page vào, lúc đầu Mike có viết một đoạn điệp khúc và hát nó, và giọng của cậu ấy có tông điệu này, và nó không giống với bất cứ thứ gì tôi từng nghe từ cậu ấy trước đây. Và tôi đã nói, "Anh bạn, nghe thật điên rồ, bài này nghe giống như của Helmet vậy! Nó tuyệt thật!" Và chúng tôi hỏi, "Anh bạn, tại sao chúng ta không thử xem liệu có thể đưa Page vào không?".

## Đóng gói

### Ảnh bìa
Bìa album cho The Hunting Party là một bức tranh mô hình 3D vẽ bởi Brandon Parvini, người trước đây đã thiết kế các ảnh bìa cho Living Things và các đĩa đơn của ban nhạc trong chu kỳ phát hành album. Bức tranh dựa trên một bản vẽ gốc, mang tên "Archer" ("Cung thủ"), của nghệ sĩ thị giác James Jean. Đây là một trong nhiều bức tranh của Jean được sử dụng cho việc đóng gói album, trong đó cũng có các phiên bản deluxe của album, một bản in thạch bản, áo phông và một sách hội họa dài 36 trang của anh.
Linkin Park đã thổ lộ rằng họ đã hâm mộ các tác phẩm của James Jean được một thời gian, mô tả các cuộc thảo luận giữa ban nhạc và Jean đã "bắt đầu một cách tự nhiên". Joe Hahn là giám đốc sáng tạo cho ảnh bìa của The Hunting Party, ông đã hướng dẫn Jean "tạo ra một vũ trụ nơi sinh sống của những nhân vật mạnh mẽ và định hình bởi những cảnh quan kỳ lạ", với một khái niệm chung là phải có một "nhân vật" duy nhất cho mỗi ca khúc trong album. Delson cũng đóng góp ý tưởng về "những cuộc đấu tranh nội tâm và ngoại tâm", được miêu tả một cách ẩn dụ trên một chiến trường, nơi những hình ảnh như "xé thịt và biến đổi thành các hình dạng khác nhau cũng như các mảnh tinh thể mềm tuôn trào từ vật chất hữu cơ" sẽ lặp lại. Shinoda giải thích: "Chúng tôi cố gắng tiếp cận nghệ thuật của mình — từ đóng gói, hàng hóa, lưu diễn, video, đến bất cứ thứ gì — một cách tổng thể. Tất cả các thành phần được kết nối với nhau và bằng cách tạo ra hình ảnh tuyệt vời có thể được sử dụng trong nhiều bối cảnh, chúng tôi có thể đưa người hâm mộ vào một vũ trụ nhất quán và duy nhất cho mỗi bản phát hành. Nó luôn là một công việc không bao giờ hoàn thiện, nhưng tôi cảm thấy như chúng tôi đã học được rất nhiều điều và tiếp tục cải tiến nó mỗi lần. "
James Jean đã được Shinoda và Delson mời đến nghe bản nhạc thô của ban nhạc được tạo ra từ rất sớm trong buổi thu âm cho The Hunting Party. Anh chấp nhận sự thay đổi hướng đi âm hưởng của ban nhạc từ A Thousand Suns và Living Things, và được truyền cảm hứng từ sản phẩm của họ để tạo ra các ảnh bìa "tràn đầy năng lượng [của ban nhạc] cũng như lý do của họ cho sự thay đổi đó". Tuy nhiên, Joe Hahn đã cấm Jean nghe thêm bất kỳ sản phẩm nào sau khi Jean đã chơi một số bài hát từ trí nhớ bằng piano của ông. Jean ban đầu đã phác thảo từng ảnh bìa riêng lẻ cho The Hunting Party trong một cuốn sổ phác thảo cá nhân. Mức độ tối thiểu của hình ảnh là có chủ đích, vì các ảnh bìa cuối cùng sẽ được biến thành các bức tranh mô hình 3D, nơi ánh sáng và kết cấu sẽ được thêm vào mỗi nhân vật. 20 ảnh bìa đã được Jean thực hiện trong khoảng thời gian một tháng để Brandon Parvini và nhóm của ông chuyển thể thành các bức tranh mô hình 3D, với Parvini sẽ chọn chính xác ảnh bìa nào sẽ được làm mẫu cho The Hunting Party.

### Tiêu đề
Tiêu đề của album, The Hunting Party, là một phép ẩn dụ theo ngữ cảnh. Album là sự trở lại với âm hưởng rock nặng hơn vào thời đầu của ban nhạc, thể hiện mong muốn của ban nhạc không chỉ tạo ra thứ gì đó khác biệt với các ban nhạc rock khác mà còn mang lại "năng lượng và linh hồn" của chính nhạc rock, và Linkin Park sẽ là toán thợ săn đi tìm năng lượng và linh hồn đó. Shinoda đã nói rõ hơn về tiêu đề của album trong một cuộc phỏng vấn với Kerrang!: "Chúng tôi phát ngán với việc các ban nhạc bây giờ chỉ biết bắt chước người khác và thu mình suốt bấy lâu nay, vì vậy tên album xuất phát từ một lý thuyết về việc văn hóa đã trở nên quá thụ động, mọi người chỉ đứng quanh chờ đợi cơ hội đến với họ thay vì đi ra ngoài và tự giành lấy chúng cho bản thân. Tôi biết rằng sẽ luôn có những ban nhạc nặng ký hơn chúng tôi, nhưng The Hunting Party kể về việc Linkin Park bước ra ngoài ánh sáng và giành lấy cơ hội cho chính mình."  Cảm hứng cho tiêu đề này đến từ một bài báo mà Shinoda đọc trên mạng về mối quan tâm của một nhà văn Nhật Bản về xã hội đang phát triển ngày nay. Nhà văn đã mô tả những người đàn ông trẻ tuổi ngày nay là "động vật ăn cỏ", và giải thích họ thực chất chỉ đang được chăn thả, chờ đợi cơ hội đến với họ, thay vì săn đón chúng.

## Quảng bá

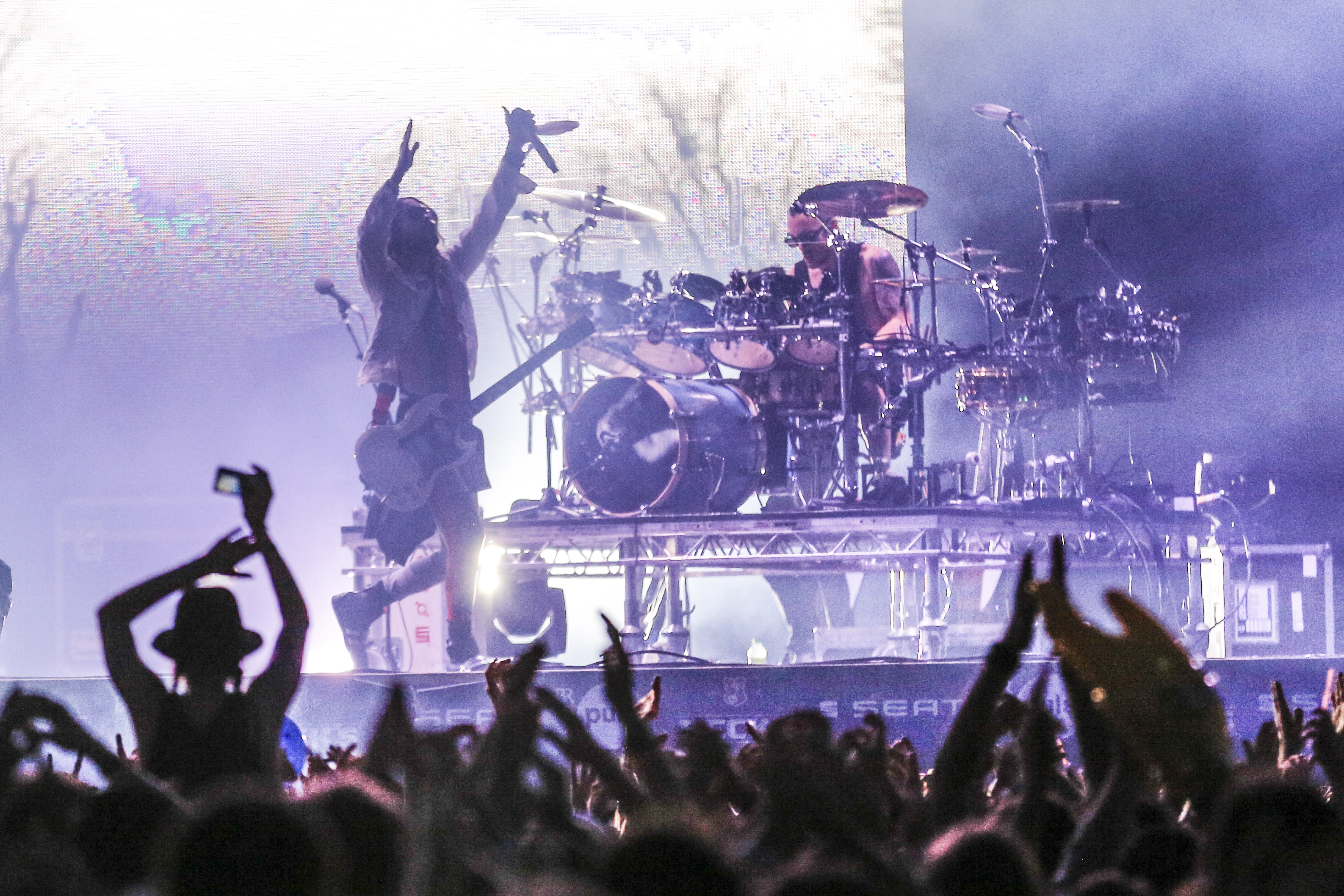
Linkin Park đã bắt tay với ban nhạc rock Mỹ Thirty Seconds to Mars trong chuyến lưu diễn Carnivores Tour.

Vào ngày 6 tháng 3 năm 2014, ban nhạc ra mắt "Guilty All the Same", có sự góp mặt của Rakim, thông qua Shazam. Ca khúc sau đó được Warner Bros. phát hành vào ngày 7 tháng 3 năm 2014 làm đĩa đơn chính quảng bá cho album phòng thu thứ sáu chưa được thông báo lúc đó của ban nhạc. Một video âm nhạc cho "Guilty All the Same" cũng được công chiếu trên YouTube vào ngày 25 tháng 3 năm 2014. Video âm nhạc là sự tiếp nối của sự hợp tác giữa ban nhạc với Xbox, nó được tạo ra hoàn toàn bằng engine trong trò chơi của trò chơi điện tử thể loại sandbox Project Spark năm 2014 của Team Dakota.
Trong khi thông tin về album phòng thu thứ sáu của Linkin Park đã bị rò rỉ từ trước, bao gồm cả tiêu đề và ngày phát hành của album, The Hunting Party đã chính thức được ban nhạc và Warner Bros. tiết lộ ngày 9 tháng 4 năm 2014. Danh sách ca khúc của album cũng được Shinoda và đội ngũ quản lý của Linkin Park công bố vào ngày 27 tháng 4 năm 2014. "Until It's Gone" trở thành ca khúc thứ hai được công bố và được phát hành làm đĩa đơn thứ hai của album vào ngày 6 tháng 5 năm 2014. Đặt hàng trước cho album cũng được mở cùng ngày, với "Guilty all the Same" và "Until It's Gone" được phát hành sớm trên trang iTunes Store của album. Một video âm nhạc cho "Until It's Gone" sau đó được phát hành vào ngày 11 tháng 6 năm 2014. "Wastelands" được phát hành trên iTunes Store vào ngày 1 tháng 6 năm 2014, và sau đó là đĩa đơn vào ngày 2 tháng 6. Vào ngày 3 tháng 6 năm 2014, Bennington xuất hiện trên BBC Radio 1 của Zane Lowe để công chiếu bài hát, "Rebellion". Một video lời bài hát chính thức đã được phát hành cùng với việc phát hành ca khúc trên iTunes Store cùng ngày. Sau đó, nó được phát hành dưới dạng đĩa đơn vào ngày 4 tháng 6, và được phát hành dưới dạng đĩa đơn bán lẻ thứ tư của album vào ngày 13 tháng 10. Vào ngày 8 tháng 6 năm 2014, Linkin Park ra mắt đĩa đơn thứ ba "Final Masquerade" trên MTV.
Một buổi nghe album đã diễn ra vào ngày 23 tháng 5 năm 2014 tại Los Angeles. Các buổi nghe thêm dành cho các thành viên Linkin Park Underground đã được công bố vào ngày 4 tháng 6 năm 2014 tại nhiều địa điểm khác nhau trên toàn thế giới. Ngoài ra, ban nhạc đã tổ chức các phiên bản thứ mười và thứ mười một của hội nghị LPU, một hội nghị dành cho các thành viên Underground, trong suốt chu kỳ của album. Phiên bản thứ mười được tổ chức tại Trung tâm Nghệ thuật Biểu diễn Hồ Darien ở Darien, New York vào ngày 21 tháng 8 năm 2014, và phiên bản thứ mười một được tổ chức tại Cynthia Woods Mitchell Pavilion ở The Woodlands, Texas vào ngày 5 tháng 9 năm 2014.
Buổi biểu diễn trực tiếp đầu tiên của ban nhạc trong chu kỳ album The Hunting Party là vào ngày 24 tháng 5 năm 2014 tại lễ hội âm nhạc KMFA Day, trong đó họ là gương mặt chính. Ban nhạc đã lần đầu tiên biểu diễn "Guilty All the Same", "Until It's Gone" và "Wastelands". Ban nhạc cũng đã biểu diễn với tư cách là gương mặt chính tại Rock in Rio Lisboa VI vào ngày 30 tháng 5 năm 2014. Trong buổi biểu diễn, Shinoda đã tung các đĩa đơn quảng cáo có chứa phiên bản phòng thu của "Wastelands" cho khán giả, vài ngày trước khi phát hành đĩa đơn chính thức của bài hát. Linkin Park cũng chuẩn bị thực hiện chuyến lưu diễn kép ở Bắc Mỹ với Thirty Seconds to Mars để hỗ trợ cho cả The Hunting Party và album năm 2013 của Thirty Seconds to Mars là Love, Lust, Faith and Dreams. Chuyến lưu diễn, được gọi là Carnivores Tour, kéo dài 25 ngày vào tháng 8 và tháng 9 năm 2014, với ban nhạc rock Mỹ AFI đóng vai trò mở màn trong toàn bộ chuyến lưu diễn. Ban nhạc đã tổ chức một chuyến lưu diễn khác tên là "The Hunting Party Tour", bắt đầu vào ngày 30 tháng 5 năm 2014. Tuy nhiên, một số buổi biểu diễn trong tour đã bị hủy do Bennington bị gãy chân.

## Giới phê bình đón nhận
Khi phát hành, The Hunting Party nhìn chung đã nhận được những đánh giá tích cực từ các nhà phê bình âm nhạc. Tại Metacritic, album đã nhận được số điểm tổng hợp là 65/100, có nghĩa "các bài đánh giá nói chung là tốt", dựa trên 15 bài đánh giá. Dave Simpson của The Guardian đã đánh giá tích cực về album. Khi trao cho album ba ngôi sao, ông đã ca ngợi sự trở lại của ban nhạc với âm hưởng ban đầu của họ, nói rằng "mong muốn của Shinoda để tạo ra một đĩa nhạc punk rock và các phân đoạn electropop thanh tao hơn của Bennington không phải lúc nào cũng dễ dàng đi đôi với nhau, nhưng tiếng trống tuyệt vời của Rob Bourdon đồng nghĩa năng lượng sẽ không bao giờ vơi ”. Mặc dù đã gọi một số ca khúc của đĩa như "Until It’s Gone" là sáo rỗng, nhưng ông vẫn nhận xét tích cực về âm nhạc và ca từ của những ca khúc khác như "Drawbar" và "Rebellion". Ông viết thêm, "Linkin Park chắc chắn biết rõ khán giả của họ, nên trong album này đã điều hướng một cách khéo léo giữa khát vọng của chính họ và cộng đồng người hâm mộ, những người sẽ ăn mừng sự trở lại nhạc rock mạnh mẽ của ban nhạc."  Chris Schulz của The New Zealand Herald cũng đánh giá tích cực về album, mô tả đĩa nhạc "Ồn ào, tự phát và tự do", những đặc điểm mà theo ông, "thường không được liên kết với Linkin Park, nhưng The Hunting Party chỉ mất vài giây để chứng minh sản phẩm phát hành thứ sáu từ ban nhạc metal gốc California lại là một con thú vật khác ". Ông tiếp tục so sánh album với đĩa nhạc gần đây của ban nhạc, mô tả ba album trước đó của họ là "bị chùng xuống với những bản ballad quá đà và soft-rock giả tạo", trong khi The Hunting Party "tiếp tục với sứ mệnh rap-rock như năm 1999 một lần nữa." 
David Renshaw thuộc NME cho rằng "Nó có thể không hạ gục được bản sao của Mumford và Butler, nhưng ít nhất thì The Hunting Party là một nỗ lực tràn đầy năng lượng." Renshaw cũng ca ngợi vị trí khách mời của Daron Malakian, nhưng coi đóng góp của Tom Morello là một sự thất vọng. Nhà phê bình của AllMusic, Stephen Thomas Erlewine, nhận xét "Âm nhạc của họ không hề có cảm giác cạn kiệt ý tưởng, Linkin Park dường như đã tái sinh, chứng tỏ rằng có giá trị trong việc trở về cội nguồn."  Dan Epstein từ Revolver đã mô tả album là "... không chỉ là thứ khó nghe nhất và nặng nề nhất mà họ từng phát hành, mà còn là album đầu tiên của họ mang thứ hỏa lực guitar thực sự sẽ thu hút dân nghe nhạc rock vừa tính." Epstein kết luận bằng cách nói rằng đó là bằng chứng cho thấy các ban nhạc không cần phải mềm mại hơn để trưởng thành. Tại Billboard, Kenneth Partridge cho rằng "... những kẻ biệt kích rap-rock đến từ Cali này đã trở nên bất hảo, bắn tên lửa công kích về mọi đối tượng. Họ tấn công các công ty thu âm, các chính trị gia, các nhà hoạch định quy tắc, người yêu cũ và bất kỳ ai khác trong tầm ngắm, đồng thời khám phá lại thú vui man rợ của những cây đàn guitar siêu ồn ào."  Neil McCormick từ The Daily Telegraph nói rằng "... nó đẹp, thú vị và đủ để cam kết rằng vẫn còn sức sống trong con thú nhạc rock."  Jordan Blum tại PopMatters đánh giá nó 5/10, mô tả nó là một "album đặc biệt", nhưng cho rằng nó "quá trùng lặp, tẻ nhạt và chung chung", so với ba album trước đó.  Nhà phê bình Jon Dolan của Rolling Stone nói rằng "trong Album Six (Album thứ 6), họ đã trở lại với âm thanh retro-neo-aggro quá cuồng nhiệt cho các đài phát thanh rock hiện đại vào năm 1999... "

### Giải thưởng
The Hunting Party đã được góp mặt trong một số danh sách "hay nhất" cuối năm. Album cũng được Loudwire đề cử cho "Album Rock của năm 2014", nhưng để thua Violence & Destruction của "Islander" với tỷ lệ chênh lệch phiếu bầu sát nút 0,29%. Trong khi đó ban nhạc đã giành được giải "Ban nhạc Rock xuất sắc nhất năm 2014" và "Màn biểu diễn trực tiếp xuất sắc nhất năm 2014". Bài hát Rebellion trong album đã nhận được đề cử cho "Bài hát Rock của năm 2014" nhưng nó đã thua "Painkiller" của Three Days Grace.
| Tạp chí  | Quốc gia       | Giải thưởng                            | Năm  | Hạng |
| -------- | -------------- | -------------------------------------- | ---- | ---- |
| Kerrang! | Vương quốc Anh | Top 50 Album Rock của năm 2014         | 2014 | 36   |
| Loudwire | Hoa Kỳ         | Album nhạc Rock xuất sắc nhất năm 2014 | 2014 | 19   |
| Revolver | Hoa Kỳ         | Album hay nhất năm 2014 - Nay          | 2014 | 20   |
| Revolver | Hoa Kỳ         | 20 Album hay nhất năm 2014             | 2014 | 4    |

## Doanh số thương mại
Album ra mắt ở vị trí thứ ba trên Billboard 200 Mỹ, đứng sau Ultraviolence của Lana Del Rey và In the Lonely Hour của Sam Smith, với doanh số tuần đầu tiên là 110.000 bản tại Hoa Kỳ. Mặc dù đây là tuần đầu tiên của năm 2014 có ba album bán được hơn 100.000 bản tại Hoa Kỳ, nó lại trở thành album phòng thu trong có thứ hạng thấp nhất của Linkin Park. Trong tuần thứ hai, album tụt xuống vị trí thứ chín trên bảng xếp hạng, bán được 29.000 bản. Trong tuần thứ ba, album đã bán được thêm 16.000 bản, nâng tổng doanh số bán album lên 155.000 bản tại Hoa Kỳ. Tính đến tháng 12 năm 2014, album đã bán được 231.150 bản tại Hoa Kỳ. Mặc dù doanh số bán chậm, album đã được chứng nhận Bạch kim tại Mỹ, vào tháng 12 năm 2017.

## Danh sách bài hát
Tất cả các ca khúc được viết bởi Linkin Park, trừ phi được chú thích.
| The Hunting Party | The Hunting Party                          | The Hunting Party           | The Hunting Party |
| STT               | Nhan đề                                    | Sáng tác                    | Thời lượng        |
| ----------------- | ------------------------------------------ | --------------------------- | ----------------- |
| 1.                | "Keys to the Kingdom"                      |                             | 3:38              |
| 2.                | "All for Nothing" (Page Hamilton góp mặt)  |                             | 3:33              |
| 3.                | "Guilty All the Same" (Rakim góp mặt)      | Linkin Park William Griffin | 5:55              |
| 4.                | "The Summoning" (nhạc nền)                 |                             | 1:00              |
| 5.                | "War"                                      |                             | 2:11              |
| 6.                | "Wastelands"                               |                             | 3:15              |
| 7.                | "Until It's Gone"                          |                             | 3:53              |
| 8.                | "Rebellion" (Daron Malakian góp mặt)       | Linkin Park Daron Malakian  | 3:44              |
| 9.                | "Mark the Graves"                          |                             | 5:05              |
| 10.               | "Drawbar" (nhạc nền) (Tom Morello góp mặt) |                             | 2:46              |
| 11.               | "Final Masquerade"                         | Linkin Park Emile Haynie    | 3:37              |
| 12.               | "A Line in the Sand"                       |                             | 6:35              |
| Tổng thời lượng:  | Tổng thời lượng:                           | Tổng thời lượng:            | 45:12             |

| các bài hát trực tiếp bổ sung của The Hunting Party phiên bản Xbox deluxe | các bài hát trực tiếp bổ sung của The Hunting Party phiên bản Xbox deluxe | các bài hát trực tiếp bổ sung của The Hunting Party phiên bản Xbox deluxe | các bài hát trực tiếp bổ sung của The Hunting Party phiên bản Xbox deluxe |
| STT                                                                       | Nhan đề                                                                   | Sáng tác                                                                  | Thời lượng                                                                |
| ------------------------------------------------------------------------- | ------------------------------------------------------------------------- | ------------------------------------------------------------------------- | ------------------------------------------------------------------------- |
| 13.                                                                       | "With You" (trực tiếp tại Home Depot Center)                              | Linkin Park Michael Simpson John King                                     | 3:42                                                                      |
| 14.                                                                       | "Lost in the Echo" (trực tiếp tại Home Depot Center)                      |                                                                           | 3:57                                                                      |
| 15.                                                                       | "Numb" (trực tiếp tại Home Depot Center)                                  |                                                                           | 3:17                                                                      |
| 16.                                                                       | "Burn It Down" (trực tiếp tại Home Depot Center)                          |                                                                           | 3:57                                                                      |
| Tổng thời lượng:                                                          | Tổng thời lượng:                                                          | Tổng thời lượng:                                                          | 60:09                                                                     |

| DVD Bổ sung ─ The Hunting Party: Live from Mexico[a] | DVD Bổ sung ─ The Hunting Party: Live from Mexico[a] | DVD Bổ sung ─ The Hunting Party: Live from Mexico[a] | DVD Bổ sung ─ The Hunting Party: Live from Mexico[a] |
| STT                                                  | Nhan đề                                              | Sáng tác                                             | Thời lượng                                           |
| ---------------------------------------------------- | ---------------------------------------------------- | ---------------------------------------------------- | ---------------------------------------------------- |
| 1.                                                   | "Intro"                                              |                                                      | 2:31                                                 |
| 2.                                                   | "A Place for My Head"                                | Linkin Park Mark Wakefield Dave Farrell              | 2:49                                                 |
| 3.                                                   | "New Divide"                                         |                                                      | 4:40                                                 |
| 4.                                                   | "Somewhere I Belong"                                 |                                                      | 4:16                                                 |
| 5.                                                   | "Points of Authority"                                |                                                      | 3:21                                                 |
| 6.                                                   | "Lies Greed Misery"                                  |                                                      | 2:28                                                 |
| 7.                                                   | "Lost in the Echo"                                   |                                                      | 3:55                                                 |
| 8.                                                   | "What I've Done"                                     |                                                      | 3:37                                                 |
| 9.                                                   | "Burn It Down"                                       |                                                      | 3:54                                                 |
| 10.                                                  | "In the End"                                         |                                                      | 3:29                                                 |
| 11.                                                  | "Bleed It Out"                                       |                                                      | 4:51                                                 |
| 12.                                                  | "One Step Closer"                                    |                                                      | 4:10                                                 |
| Tổng thời lượng:                                     | Tổng thời lượng:                                     | Tổng thời lượng:                                     | 41:21                                                |

| Gói kỹ thuật số giới hạn ─ Hybrid Theory: Live at Download Festival 2014 | Gói kỹ thuật số giới hạn ─ Hybrid Theory: Live at Download Festival 2014 | Gói kỹ thuật số giới hạn ─ Hybrid Theory: Live at Download Festival 2014 | Gói kỹ thuật số giới hạn ─ Hybrid Theory: Live at Download Festival 2014 |
| STT                                                                      | Nhan đề                                                                  | Sáng tác                                                                 | Thời lượng                                                               |
| ------------------------------------------------------------------------ | ------------------------------------------------------------------------ | ------------------------------------------------------------------------ | ------------------------------------------------------------------------ |
| 1.                                                                       | "Papercut"                                                               |                                                                          | 3:13                                                                     |
| 2.                                                                       | "One Step Closer"                                                        |                                                                          | 3:13                                                                     |
| 3.                                                                       | "With You"                                                               | Linkin Park Simpson King                                                 | 3:34                                                                     |
| 4.                                                                       | "Points of Authority"                                                    |                                                                          | 5:00                                                                     |
| 5.                                                                       | "Crawling"                                                               |                                                                          | 3:29                                                                     |
| 6.                                                                       | "Runaway"                                                                | Linkin Park Wakefield                                                    | 3:16                                                                     |
| 7.                                                                       | "By Myself"                                                              |                                                                          | 3:24                                                                     |
| 8.                                                                       | "In the End"                                                             |                                                                          | 3:40                                                                     |
| 9.                                                                       | "A Place for My Head"                                                    | Linkin Park Wakefield Farrell                                            | 3:44                                                                     |
| 10.                                                                      | "Forgotten"                                                              | Linkin Park Wakefield Farrell                                            | 3:26                                                                     |
| 11.                                                                      | "Cure for the Itch"                                                      |                                                                          | 2:50                                                                     |
| 12.                                                                      | "Pushing Me Away"                                                        |                                                                          | 3:29                                                                     |

Ghi chú
- ^a   Live from Mexico là buổi biểu diễn trực tiếp năm 2012 của Linkin Park tại Monterrey, Mexico, ban đầu được thu âm cho MTV World Stage.

## The Hunting Party (Acapellas + Instrumentals)
The Hunting Party (Acapellas + Instrumentals) là album nhạc cụ và a cappella thứ hai do Linkin Park thực hiện, trích từ The Hunting Party. Album được phát hành trên iTunes  và Amazon  vào ngày 12 tháng 8 năm 2014.

### Danh sách bài hát
| STT              | Nhan đề                                               | Thời lượng |
| ---------------- | ----------------------------------------------------- | ---------- |
| 1.               | "Keys to the Kingdom" (A cappella)                    | 3:39       |
| 2.               | "All for Nothing" (Page Hamilton góp mặt, A cappella) | 3:34       |
| 3.               | "Guilty All the Same" (Rakim góp mặt, A cappella)     | 5:54       |
| 4.               | "War" (A cappella)                                    | 2:11       |
| 5.               | "Wastelands" (A cappella)                             | 3:16       |
| 6.               | "Until It's Gone" (A cappella)                        | 3:53       |
| 7.               | "Rebellion" (A cappella)                              | 3:44       |
| 8.               | "Mark the Graves" (A cappella)                        | 5:04       |
| 9.               | "Final Masquerade" (A cappella)                       | 3:38       |
| 10.              | "A Line in the Sand" (A cappella)                     | 6:35       |
| 11.              | "Keys to the Kingdom" (nhạc cụ)                       | 3:29       |
| 12.              | "All for Nothing" (Page Hamilton góp mặt, nhạc cụ)    | 3:14       |
| 13.              | "Guilty All the Same" (nhạc cụ)                       | 5:54       |
| 14.              | "The Summoning" (nhạc cụ)                             | 1:02       |
| 15.              | "War" (nhạc cụ)                                       | 2:05       |
| 16.              | "Wastelands" (nhạc cụ)                                | 3:18       |
| 17.              | "Until It's Gone" (nhạc cụ)                           | 3:41       |
| 18.              | "Rebellion" (Daron Malakian góp mặt, nhạc cụ)         | 3:45       |
| 19.              | "Mark the Graves" (nhạc cụ)                           | 5:02       |
| 20.              | "Drawbar" (Tom Morello nhạc cụ, nhạc cụ)              | 3:12       |
| 21.              | "Final Masquerade" (nhạc cụ)                          | 3:40       |
| 22.              | "A Line in the Sand" (nhạc cụ)                        | 6:38       |
| Tổng thời lượng: | Tổng thời lượng:                                      | 1:26:28    |

## Nhân sự
| Linkin Park - Chester Bennington – ca sĩ chính, guitar đệm trong "War" - Rob Bourdon – trống, nhạc cụ gõ - Brad Delson – guitar chính, hát bè, sản xuất - Dave "Phoenix" Farrell – bass, hát đệm - Joe Hahn – bàn xoay, sampling, lập trình, hát bè - Mike Shinoda – hát, guitar đệm, nhạc cụ phím, synthesizer, sản xuất, giám đốc sáng tạo, kỹ sư, hát rap trong "Keys to the Kingdom", "All for Nothing", "Wastelands", và "A Line in the Sand" | Các nhạc sĩ bổ sung - Page Hamilton – hát điệp khúc và guitar bổ sung ("All for Nothing") - Daron Malakian – guitar bổ sung ("Rebellion") - Tom Morello – guitar bổ sung ("Drawbar") - Rakim – hát rap ("Guilty All the Same") |

Kỹ thuật 
- Rob Cavallo – đồng sản xuất ("Wastelands"), A&R
- Emile Haynie – đồng sản xuất ("Final Masquerade")
- Ryan DeMarti – điều phối sản xuất
- Ethan Mates – kỹ sư
- Andy Wallace – phối âm
- Paul Suarez – Pro Tools
- Josh Newell – chỉnh sửa kỹ thuật số
- Emily Lazar – mastering
- Rich Morales – trợ lý mastering
- Alejandro Baima – trợ lý kỹ sư
- Brendan Dekora – trợ lý kỹ sư
- Jennifer Langdon – trợ lý kỹ sư
- Jerry Johnson – kỹ thuật viên trống
- Brandon Parvini – đồ họa máy tính, chỉ đạo sáng tạo
- Rickey Kim – chỉ đạo sáng tạo
- Annie Nguyen – chỉ đạo nghệ thuật
- James Jean – ảnh bìa
- Brandon Cox – nhiếp ảnh
- Kymm Britton – quảng bá
- Kas Mercer – quảng bá

## Bảng xếp hạng
| Bảng xếp hạng (2014)                     | Vị trí cao nhất |
| ---------------------------------------- | --------------- |
| Album Úc (ARIA)                          | 3               |
| Album Áo (Ö3 Austria)                    | 2               |
| Album Bỉ (Ultratop Vlaanderen)           | 3               |
| Album Bỉ (Ultratop Wallonie)             | 7               |
| Album Canada (Billboard)                 | 3               |
| Album Cộng hòa Séc (ČNS IFPI)            | 1               |
| Album Đan Mạch (Hitlisten)               | 4               |
| Album Hà Lan (Album Top 100)             | 8               |
| Finnish Albums (Suomen virallinen lista) | 4               |
| Album Pháp (SNEP)                        | 3               |
| German Albums (Official Top 100)         | 1               |
| Album Hungaria (MAHASZ)                  | 1               |
| Indian Albums (IMI)                      | 1               |
| Album Ireland (IRMA)                     | 6               |
| Italian Albums (FIMI)                    | 4               |
| Japanese Albums (Oricon)                 | 4               |
| Mexican Albums (AMPROFON)                | 4               |
| Album New Zealand (RMNZ)                 | 2               |
| Album Na Uy (VG-lista)                   | 11              |
| Album Ba Lan (ZPAV)                      | 3               |
| Album Bồ Đào Nha (AFP)                   | 1               |
| Album Scotland (OCC)                     | 4               |
| South African Albums (RISA)              | 12              |
| Album Tây Ban Nha (PROMUSICAE)           | 6               |
| Album Thụy Điển (Sverigetopplistan)      | 27              |
| Album Thụy Sĩ (Schweizer Hitparade)      | 1               |
| Album Anh Quốc (OCC)                     | 2               |
| UK Rock & Metal Albums (OCC)             | 1               |
| US Billboard 200                         | 3               |
| US Rock Albums                           | 1               |
| US Alternative Albums                    | 1               |
| Album Hoa Kỳ Top Hard Rock (Billboard)   | 1               |

| Bảng xếp hạng (2014)               | Vị trí |
| ---------------------------------- | ------ |
| Australian Albums Chart            | 77     |
| Austrian Albums (IFPI)             | 30     |
| Belgian Albums (Ultratop Flanders) | 96     |
| Belgian Albums (Ultratop Wallonia) | 92     |
| German Albums (Official Top 100)   | 17     |
| Swiss Albums (Schweizer Hitparade) | 18     |
| US Billboard 200                   | 67     |
| US Billboard Alternative Albums    | 10     |
| US Billboard Hard Rock Albums      | 2      |
| US Billboard Rock Albums           | 12     |

| Năm  | Bài hát                               | Vị trí xếp hạng cao nhất | Vị trí xếp hạng cao nhất | Vị trí xếp hạng cao nhất | Vị trí xếp hạng cao nhất | Vị trí xếp hạng cao nhất | Vị trí xếp hạng cao nhất | Vị trí xếp hạng cao nhất | Vị trí xếp hạng cao nhất | Vị trí xếp hạng cao nhất | Vị trí xếp hạng cao nhất | Vị trí xếp hạng cao nhất |
| Năm  | Bài hát                               | US Rock                  | US Alt.                  | GER                      | CAN                      | UK                       | UK Rock                  | AUS                      | NZL                      | AUT                      | FRA                      | SWI                      |
| ---- | ------------------------------------- | ------------------------ | ------------------------ | ------------------------ | ------------------------ | ------------------------ | ------------------------ | ------------------------ | ------------------------ | ------------------------ | ------------------------ | ------------------------ |
| 2014 | "Guilty All the Same" (Rakim góp mặt) | 19                       | 21                       | 32                       | —                        | 138                      | 3                        | —                        | —                        | 48                       | 116                      | 50                       |
| 2014 | "Until It's Gone"                     | 17                       | 19                       | 24                       | —                        | 78                       | 1                        | 58                       | —                        | 33                       | 104                      | 23                       |
| 2014 | "Wastelands"                          | 25                       | —                        | —                        | —                        | —                        | 7                        | 71                       | —                        | —                        | 76                       | —                        |
| 2014 | "Rebellion" (Daron Malakian góp mặt)  | 21                       | —                        | —                        | —                        | —                        | 13                       | —                        | —                        | —                        | 83                       | —                        |
| 2014 | "Final Masquerade"                    | 18                       | 32                       | 70                       | 85                       | 106                      | 2                        | 43                       | 30                       | 65                       | 45                       | 64                       |

| Năm  | Bài hát                                   | Vị trí xếp hạng cao nhất |
| Năm  | Bài hát                                   | UK Rock                  |
| ---- | ----------------------------------------- | ------------------------ |
| 2014 | "Keys to the Kingdom"                     | 33                       |
| 2014 | "All for Nothing" (Page Hamilton góp mặt) | 23                       |

## Chứng nhận
| Quốc gia                                                                           | Chứng nhận | Số đơn vị/doanh số chứng nhận |
| ---------------------------------------------------------------------------------- | ---------- | ----------------------------- |
| Áo (IFPI Áo)                                                                       | Gold       | 7.500*                        |
| Canada (Music Canada)                                                              | Gold       | 40.000^                       |
| Đức (BVMI)                                                                         | Platinum   | 0‡                            |
| Ý (FIMI)                                                                           | Gold       | 25.000‡                       |
| Hungary (Mahasz)                                                                   | Platinum   | 6.000^                        |
| Ba Lan (ZPAV)                                                                      | Gold       | 10.000*                       |
| Thụy Sĩ (IFPI)                                                                     | Gold       | 10.000^                       |
| Anh Quốc (BPI)                                                                     | Gold       | 100.000‡                      |
| Hoa Kỳ (RIAA)                                                                      | Platinum   | 1.000.000‡                    |
| * Chứng nhận dựa theo doanh số tiêu thụ. ^ Chứng nhận dựa theo doanh số nhập hàng. |            |                               |

## Lịch sử phát hành
| Khu vực        | Ngày                      | Định dạng             | Hãng thu âm               | Danh mục số   |
| -------------- | ------------------------- | --------------------- | ------------------------- | ------------- |
| Úc             | Ngày 13 tháng 6 năm 2014  | CD                    | Warner Bros. Machine Shop |               |
| Úc             | Ngày 13 tháng 6 năm 2014  | Hộp CD                | Warner Bros. Machine Shop |               |
| Úc             | Ngày 13 tháng 6 năm 2014  | CD + DVD              | Warner Bros. Machine Shop |               |
| Úc             | Ngày 13 tháng 6 năm 2014  | Tải xuống kỹ thuật số | Warner Bros. Machine Shop |               |
| Đức            | Ngày 13 tháng 6 năm 2014  | CD                    | Warner Bros.              |               |
| Đức            | Ngày 13 tháng 6 năm 2014  | CD + DVD              | Warner Bros.              |               |
| Đức            | Ngày 13 tháng 6 năm 2014  | Tải xuống kỹ thuật số | Warner Bros.              |               |
| Ấn Độ          | Ngày 13 tháng 6 năm 2014  | Tải xuống kỹ thuật số | Warner Bros.              |               |
| Hà Lan         | Ngày 13 tháng 6 năm 2014  | CD                    | Warner Bros.              |               |
| Hà Lan         | Ngày 13 tháng 6 năm 2014  | Tải xuống kỹ thuật số | Warner Bros.              |               |
| Thụy Sĩ        | Ngày 13 tháng 6 năm 2014  | CD                    | Warner Bros.              |               |
| Thụy Sĩ        | Ngày 13 tháng 6 năm 2014  | CD + DVD              | Warner Bros.              |               |
| Thụy Sĩ        | Ngày 13 tháng 6 năm 2014  | Tải xuống kỹ thuật số | Warner Bros.              |               |
| Ba Lan         | Ngày 16 tháng 6 năm 2014  | CD                    | Warner                    | 0093624937593 |
| Ba Lan         | Ngày 16 tháng 6 năm 2014  | CD + DVD              | Warner                    | 0093624936985 |
| Vương quốc Anh | Ngày 16 tháng 6 năm 2014  | CD                    | Warner Bros.              |               |
| Vương quốc Anh | Ngày 16 tháng 6 năm 2014  | CD + DVD              | Warner Bros.              |               |
| Vương quốc Anh | Ngày 16 tháng 6 năm 2014  | Tải xuống kỹ thuật số | Warner Bros.              |               |
| Hàn Quốc       | Ngày 18 tháng 6 năm 2014  | CD                    | Warner                    | WKPD-0326     |
| Hàn Quốc       | Ngày 18 tháng 6 năm 2014  | CD + DVD              | Warner                    | 49369-8       |
| Hàn Quốc       | Ngày 18 tháng 6 năm 2014  | Tải xuống kỹ thuật số | Warner                    |               |
| Ấn Độ          | Ngày 17 tháng 6 năm 2014  | CD                    | Warner                    | 093624937593  |
| Hoa Kỳ         | Ngày 17 tháng 6 năm 2014  | CD                    | Warner Bros. Machine Shop |               |
| Hoa Kỳ         | Ngày 17 tháng 6 năm 2014  | CD + DVD              | Warner Bros. Machine Shop | 9362-49369-8  |
| Hoa Kỳ         | Ngày 17 tháng 6 năm 2014  | Tải xuống kỹ thuật số | Warner Bros. Machine Shop |               |
| Đức            | Ngày 26 tháng 8 năm 2014  | LP                    | Warner Bros.              |               |
| Ba Lan         | Ngày 26 tháng 8 năm 2014  | LP                    | Warner                    | 0093624935711 |
| Hoa Kỳ         | Ngày 21 tháng 10 năm 2014 | Đĩa than              | Warner Bros. Machine Shop |               |